# Roseův kov
Roseův kov je nízkotající slitina bismutu, olova a cínu. Taví se při teplotě 96–98 °C. Při tuhnutí neztrácí na objemu. Slitinu objevil německý farmaceut Valentin Rose starší, jehož jméno nese.

## Složení
Bismut (Bi) 50 %, olovo (Pb) 25 %, cín (Sn) 25 %.

## Použití
Roseův kov se někdy používá ve slévárenství k výrobě modelů. Taktéž se, s označením MCP96, používá k výrobě individuálních stínění pro léčbu ozařováním.